# Clubhouse
Clubhouse är en sociala medier-app och en mötesapp som släpptes i mars 2020. Det är en interaktiv ljudbaserad app som beskrivits som en blandning av livesänd podd, konferens och samtal.

## Historia
Clubhouse började som ett uppstartsbolag av skaparna Paul Davison och Rohan Seth hösten 2019, som sedan fortsatte att utvecklas genom deras företag Alpha Exploration Co. Skaparna beskriver Clubhouse så här: Det är ”ett utrymme för avslappnade ljudkonversationer - med vänner och andra intressanta människor runtom i världen”. På appen skapas "rum" där deltagare kan prata med varandra. De ser inte personen som pratar, utan hör bara dess röst. Ett antal användare i varje rum är dess värdar och ansvarar för diskussionen. Till en början fungerade appen bara med Apples produkter, men i maj 2021 lanserades den för andra typer av smarta telefoner. Facebook, Spotify och Twitter har som respons på Clubhouses succé undersökt sätt att utveckla sina egna sociala medier till att ha en liknande pratfunktion.
Clubhouse kategoriseras som "digital hangout", vilket innebär en app som gör det möjligt för användare att digitalt umgås med flera vänner samtidigt.

## Sverige
Appen fick stor uppmärksamhet i Sverige under de första månaderna av 2021, då många medier rapporterade nästan dagligen. Författare, politiker, näringslivsprofiler, influencers, artister och skribenter deltog i möten och föreläsningar. På svenska Clubhouse fanns både spontana diskussioner om aktuella ämnen och schemalagda återkommande "rum". Expressens krönikör Love Bonnier beskrev det nya sociala mediet "som gymnasiet" på grund av den lösa formen och de oklara sociala reglerna: "Bland ”talarna” fanns såväl svenska artister och kulturpersonligheter som politiker. I maj 2021 vittnades om svenska samtal som hetsade mot minoriteter på appen. Clubhouse har också fått kritik bland annat i Aftonbladet för integritetskränkande funktioner.
Intresset för appen var kortlivat, möjligen kan det förklaras med hänvisning till coronapandemins vågor. När smittspridningen var hög i december 2020 införde regeringen regler om att krogar måst stänga 19:30. Det kom även restriktioner mot att umgås i stora grupper på krogen. Det var därefter som Clubhouse upplevde en svensk hajp. När restriktionerna plockades bort under 2021 minskade intresset för appen, kanske för att socialt umgänge i den "verkliga världen" åter var möjligt och Clubhouse som substitut hade spelat ut sin roll. Det finns alltså en korrelation, men mer seriösa studier behövs för att kunna utesluta att andra faktorer låg bakom appens nedgång i Sverige.[källa behövs]
En undersökning genomförd av Internetstiftelsen 2021 visade att bland de svenska internetanvändarna hade 2 procent använt Clubhouse under det senaste året. Ingen använde sig av tjänsten dagligen. Främst var användarna i skolåldern medan bland pensionärer var användningen 0 %.

## Övriga världen
I Frankrike och Tyskland har dess datahantering utretts. Appen förbjöds i februari 2021 i Kina. I Mellanöstern var den ett viktigt organisationsmedel för oppositionella under pandemins restriktioner. Oman förbjöd appen i mars 2021. I februari 2021 bjöd miljardären Elon Musk in Vladimir Putin till appen.